# Joseph-Benoît Suvée
Joseph-Benoît Suvée (Brugge, 3 januari 1743 – Rome, 9 februari 1807) was een Zuid-Nederlands kunstschilder uit het graafschap Vlaanderen. Hij was een van de eerste neoclassicistische schilders en was directeur van de Franse academie in Rome.

## Leven
Suvée werd geboren in de Korte Vuldersstraat (nu nr. 2) als achtste en laatste kind van de ontvanger Hendrik Suvée (1701-1767) en Maria de Vriendt (1699-1765). Hij werd op 4 januari 1743 gedoopt in de Sint-Salvatorskerk.
Hij was een leerling van Matthias de Visch aan de Brugse academie. Zijn vroege werken vertonen hierdoor duidelijk de barokstijl  met voorbeelden in Brugge (St.-Walburgakerk en het Groeningemuseum) en in Rijsel (Museum voor Schone Kunsten). Op 19-jarige leeftijd ging hij naar Parijs, samen met de beeldhouwer C. van Poucke en de kunstschilder A. de Muynck. Hij volgde er eerst lessen aan de Académie Saint-Luc en later aan de Académie royale de peinture et de sculpture waar hij een leerling was van Jean-Jacques Bachelier. In 1766 werd Suvée leraar aan École gratuite de dessin te Parijs.
In 1771 werd Suvée laureaat van de Prix de Rome voor de schilderkunst (waar hij Jacques-Louis David voorafging) met het werk "Het dispuut van Minerva en Mars" (Rijsel, Museum van Schone Kunsten). Hij kreeg hiervoor een huldiging in Brugge.  Hij zou zijn hele verdere leven blijven wedijveren met David, waardoor een langdurige vijandschap ontstond. Als winnaar verkreeg Suvée een beurs en hij verbleef van 1772 tot 1778 aan de Franse academie te Rome.
Bij zijn terugkeer in Parijs werd hij in 1780 benoemd tot academicus en opende er een kunstschool voor jonge vrouwen aan het Louvre. Enkele van zijn leerlingen daar waren Constance Mayer en de Zwitserse kunstschilderes Barbara Bansi (1777-1863). Zijn stijl was intussen geëvolueerd tot het neoclassicisme, met voorstellingen veelal geïnspireerd op de antieke wereld.
In 1792 werd Suvée benoemd tot directeur van de Franse academie van Rome. Door toedoen van Jacques-Louis David, die als jakobijn tot de machtigen van het ogenblik behoorde, werd de academie in Rome gesloten en belandde Suvée in 1794 voor een tijdje in de gevangenis. Het daaropvolgende jaar werd de academie heropgericht in Parijs en werd Suvée herbevestigd in zijn functie. Het was pas in 1801 dat de academie kon terugkeren naar Rome en Suvée bleef er nog directeur tot aan zijn dood.

## Galerij

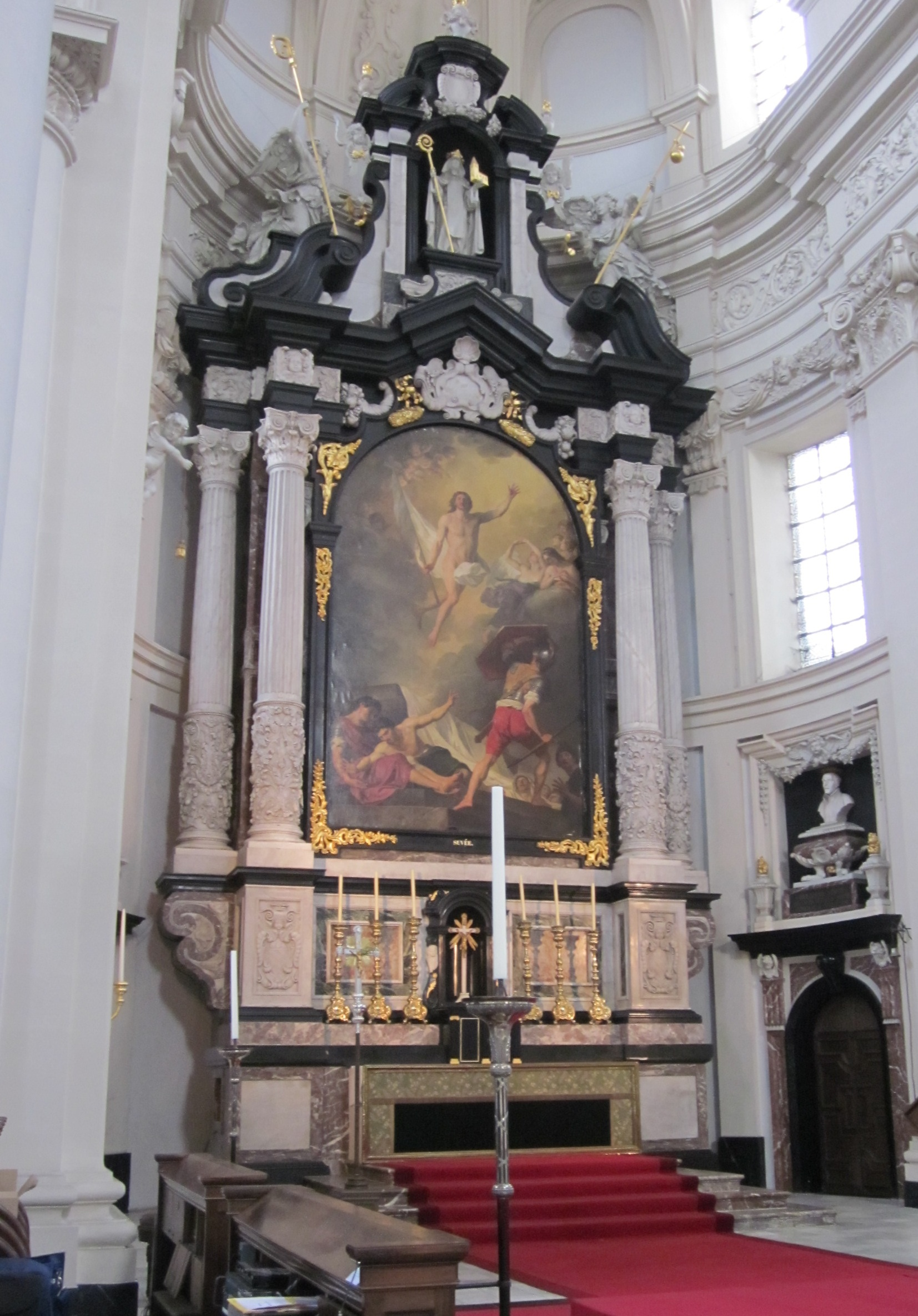
Joseph-Benoît Suvée, De Verrijzenis, op het hoofdaltaar van de Sint-Walburgakerk in Brugge
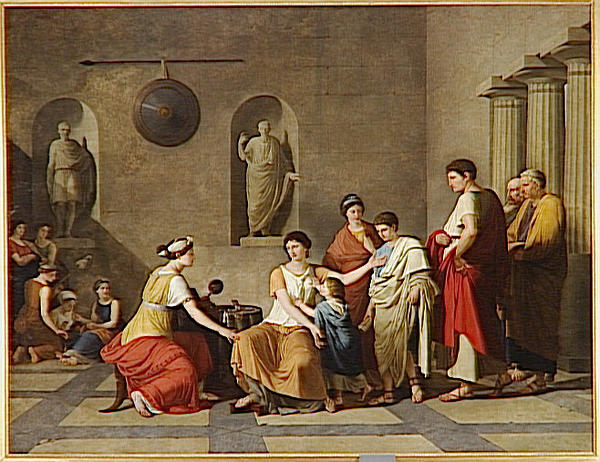
Joseph-Benoît Suvée, Cornelia, moeder der Gracchen (1795), Parijs, Louvre.
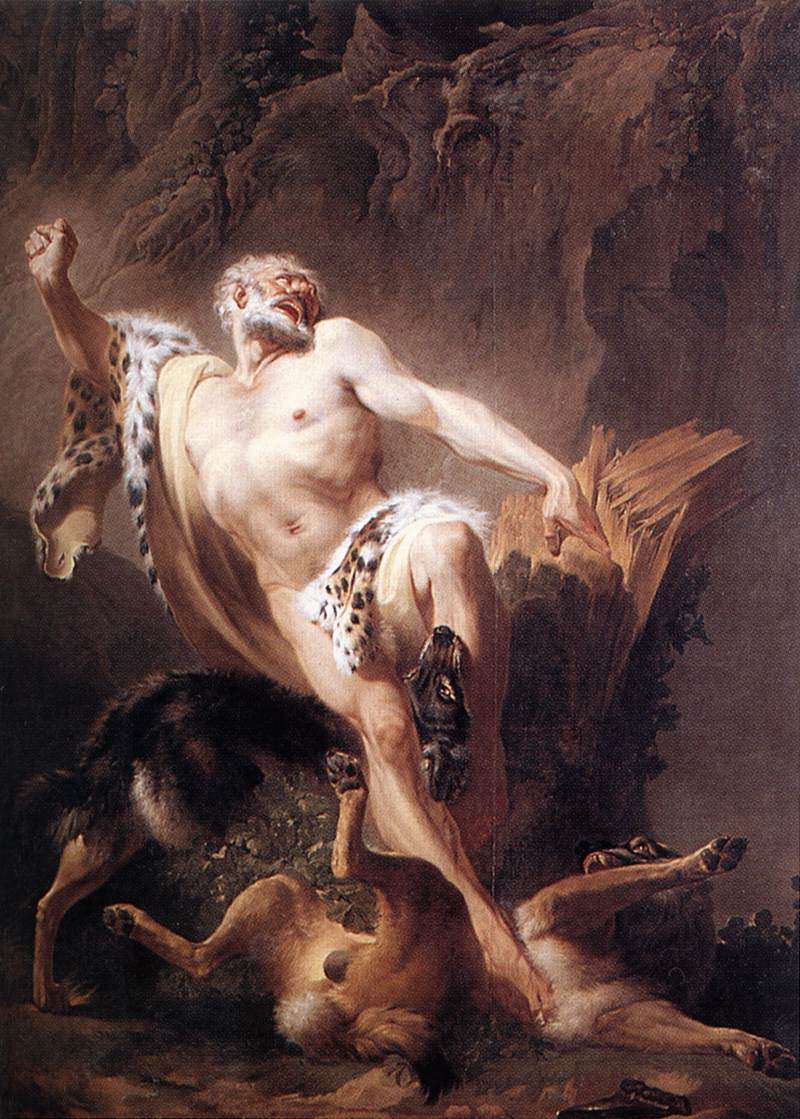
Joseph-Benoît Suvée, Milo van Croton (1763), Brugge, Groeningemuseum.
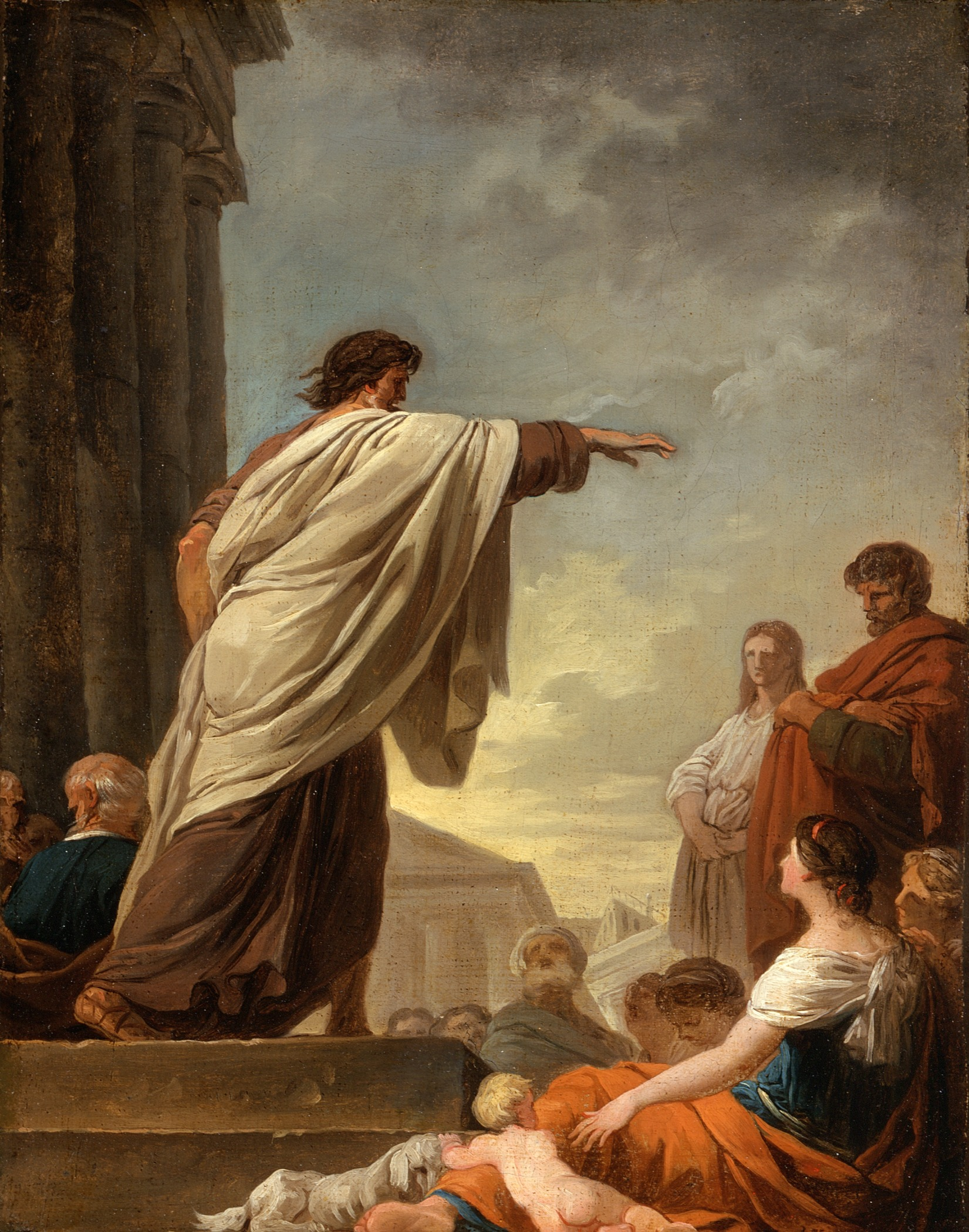
Joseph-Benoît Suvée, Sint Paulus predikt, The Ciechanowiecki Collection, Los Angeles County Museum.
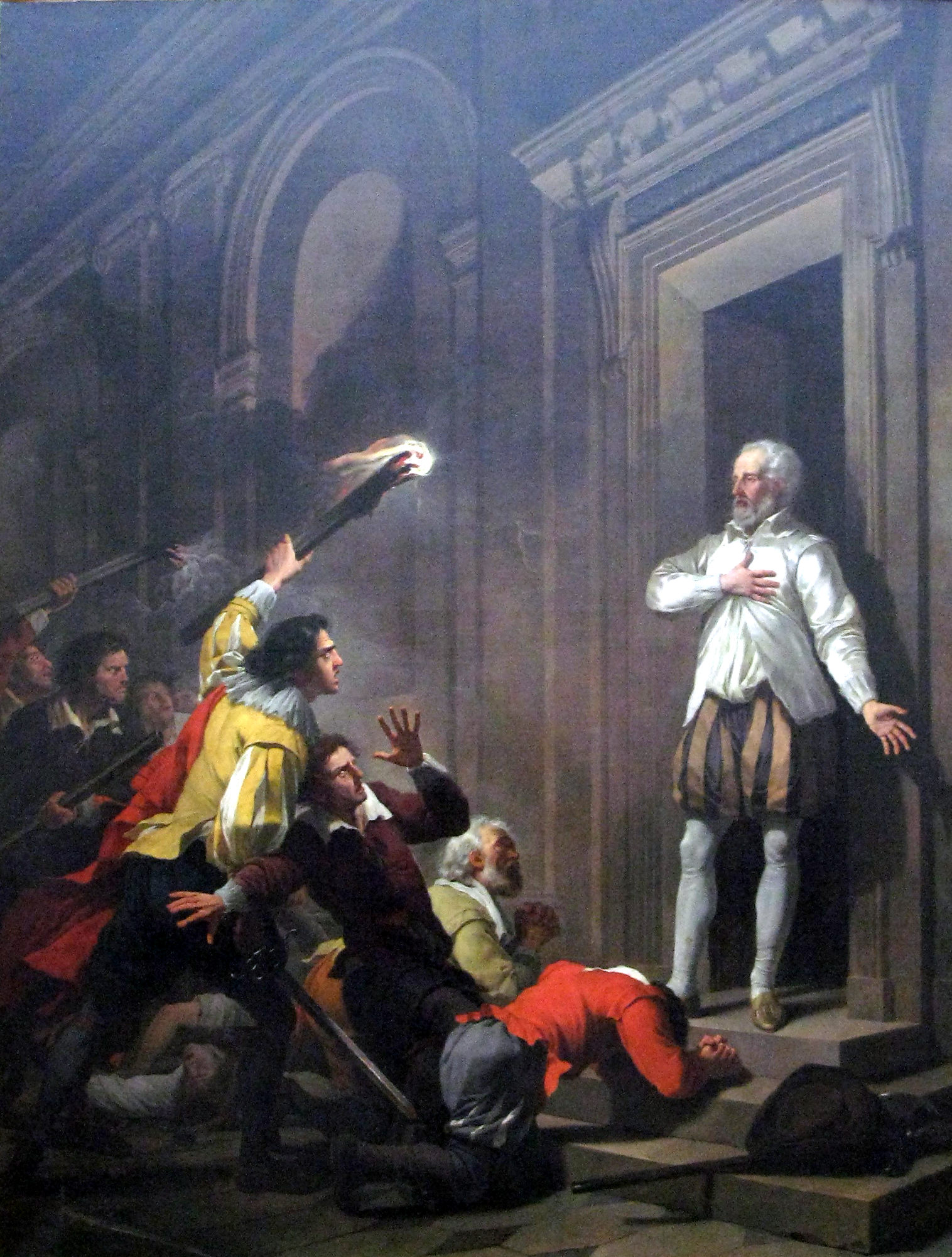
Joseph-Benoît Suvée, Admiraal de Coligny maakt indruk op zijn moordenaars, Musée des Beaux-Arts, Dijon

## Werken
Suvée begon als barokschilder maar evolueerde naar het neoclassicisme in het tweede deel van zijn loopbaan. Hij schilderde historische en religieuze taferelen, landschappen en studies van ruïnes en maakte portretten van tijdgenoten. Een aantal van zijn werken:
- Milo van Croton, 1763, Brugge, Groeningemuseum
- Achille dépose le cadavre d'Hector aux pieds du corps de Patrocle, 1769, Parijs, Louvre
- De strijd van Minerva tegen Mars, 1771, Rijsel, Museum voor Schone Kunsten
- Zelfportret, 1771, Brugge, Groeningemuseum
- Herminie et les bergers, 1776, Gent, Museum voor Schone Kunsten
- Tancrède secouru par Herminie, Nantes, Musée d'Arts
- Tancrède blessé reconnaît Clorinde qu'il vient de combattre, tussen 1776-1778, Amiens, Musée de Picardie
- Portret van architect Paul Lemoine, 1777-1778, Parijs, Musée Carnavalet
- De geboorte van Onze-Lieve-Vrouw, 1779, Parijs, Église de l'Assomption
- La prédication de Saint Paul, omstreeks 1779, Los Angeles, Los Angeles County Museum of Art
- Fête à Palès ou l'été, 1783, Rouen, Musée des Beaux-Arts
- De verrijzenis, 1783, Brugge, Sint-Walburgakerk
- Enée, dans l'embrasement de Troie, voulant retourner au combat, est arrêté par sa femme Créüse, 1784-1785, Montpellier, Musée Fabre
- De Heilig Familie, 1785-1791 Brussel, Koninklijke Musea voor Schone Kunsten van België
- Le général Coligny en impose à ses assassins, 1787, Dijon, Musée des Beaux-Arts
- L'Ange Raphael disparaissant au milieu de la famille de Tobie, 1789, Mâcon, Musée des Ursulines
- La mort de Cléopatre, omstreeks 1785, Rouen, Musée des Beaux-Arts
- De uitvinding van de tekenkunst, 1791, Brugge, Groeningemuseum
- Dibutodes tekent de schaduw van haar geliefde, 1791, Brugge, Groeningemuseum
- Portret van Jean Rameau, schoonvader van de artiest, omstreeks 1793, Brugge, Groeningemuseum
- Portraits de Dominique et de Catherine Clément de Ris, 1795, Versailles, Kasteel van Versailles
- Cornelia, moeder der Gracchen 1795, Parijs, Louvre